# Simfonia núm. 3 (Panufnik)
La Simfonia núm. 3 (Sinfonia Sacra) va ser escrita pel compositor polonès Andrzej Panufnik l'any 1963 per marcar el mil·lenni del cristianisme i l'estatalisme de Polònia el 1966. Panufnik pretenia que l'obra fos com una expressió dels seus sentiments religiosos i patriòtics. Va basar la simfonia en el primer himne conegut en polonès, el cant pla de Bogurodzica.
Es va estrenar a Montecarlo l'any 1964, interpretada per l'⁣Orquestra de l'Òpera de Montecarlo dirigida per Louis Frémaux.

## Moviments
- I. Tres Visions
  - Visió I (Maestoso)
  - Visió II (Larghetto)
  - Visió III (Allegro assai)
- II. Himne (Andante sostenuto—Maestoso)

## Descripció
La simfonia té dues parts: Tres visions i Himne. Les dues parts es basen en el Bogurodzica (Mare de Déu). Aquest cant gregorià era cantat als camps de batalla pels cavallers polonesos i a l'església com a pregària a la Verge. Les Visions i l'Himne representen així l'atmosfera del camp de batalla i de l'oració respectivament. Panufnik creia que els elements del camp de batalla i l'oració eren les dues forces dominants en la tràgica història de Polònia.
La primera part de la simfonia consta de tres seccions fortament contrastades, o "Visions". Totes es basen en els tres primers intervals del Bogurodzica (re-do-fa-mi). Visió I (Maestoso) es basa en el quart perfecte (do-fa). S'obre amb una fanfàrria tocada per quatre trompetes separades als quatre punts de brúixola de l'orquestra. Visió II (Larghetto) és una secció elegíaca tranquil·la només per a cordes, basada en la segona major (re-do). Visió III (Allegro assai – Agitato) comença amb una secció per a percussió solista i es basa en el segon menor (fa-mi). La resta de l'orquestra s'hi uneix per produir un tutti agitat i dramàtic que acaba bruscament en silenci.
La segona part és l'Himne (Andante sostenuto – Maestoso). Comença pianissimo amb els harmònics de cordes. Un crescendo gradual s'acumula fins que les set notes de la Bogurodzica s'especifiquen en ordre per primera vegada a l'obra. En aquest punt, les quatre trompetes antifonals tornen amb la fanfàrria inicial de la Visió I. La combinació de les trompetes heroiques i el tema de l'himne religiós donen un final dramàtic a l'obra.
La simfonia dura uns 22 minuts.

## Recepció
Sinfonia Sacra és una de les obres més accessibles i populars de Panufnik. Va rebre primers elogis de la crítica a molts països del món. La peça ha cridat l'atenció de molts directors respectats, com Georg Solti, Hans Schmidt-Isserstedt i Tadaaki Otaka.
Leopold Stokowski va estrenar l'obra als Estats Units el 1965 amb l'⁣Orquestra Filharmònica de Rochester. L'estrena britànica va tenir lloc a Londres l'any 1968 amb l'⁣Orquestra Simfònica de Bournemouth dirigida per Constantin Silvestri.
No va tenir èxit de crítica a la Polònia comunista. Després de la seva actuació a Varsòvia el 1978, els crítics polonesos van afirmar que l'obra no era subtil. Alguns van utilitzar el terme "bogoojczyźniana" (Déu-jingomania) per descriure-la.

## Enregistraments
EMI va gravar Sinfonia Sacra el 1967 amb Panufnik dirigint l'Orquestra de l'Òpera de Montecarlo. Elektra Nonesuch va publicar un altre enregistrament de l'obra el 1990 amb Panufnik dirigint l'⁣Orquestra Concertgebouw (7559-79228-2ZK).
Altres enregistraments inclouen:
- John Storgårds i l'⁣Orquestra Filharmònica de Tampere, 2007, Ondine (ODE 1101-5)
- Łukasz Borowicz i la Konzerthausorchester Berlín, 2011, CPO (777 683-2)